# São Jorge do Ivaí
São Jorge do Ivaí là một đô thị thuộc bang Paraná, Brasil. Đô thị này có diện tích 315,088 km², dân số năm 2007 là 5406 người, mật độ 16,6 người/km².